# Ad Council
O Advertising Council, comumente conhecido como Ad Council, é uma organização americana sem fins lucrativos que produz, distribui e promove anúncios de serviço público em nome de vários patrocinadores, incluindo organizações sem fins lucrativos, organizações não governamentais e agências do governo dos Estados Unidos.